# Józef Hoàng Lương Cảnh
Św. Józef Hoàng Lương Cảnh (wiet. Giuse Hoàng Lương Cảnh) (ur. ok. 1763 r. w prowincji Bắc Giang w Wietnamie – zm. 5 września 1838 r. w Bắc Ninh w Wietnamie) – tercjarz dominikański, męczennik, święty Kościoła katolickiego.
Józef Hoàng Lương Cảnh był lekarzem i katechistą. W wieku 75 lat został aresztowany w lipcu 1838 r. Został zabrany do stolicy. Wielokrotnie go torturowano, ale mimo to odmawiał podeptania krzyża. Został ścięty 5 września 1838 r. razem z Piotrem Nguyễn Văn Tự.
Dzień wspomnienia: 24 listopada w grupie 117 męczenników wietnamskich.
Beatyfikowany 27 maja 1900 r. przez Leona XIII, kanonizowany przez Jana Pawła II 19 czerwca 1988 r. w grupie 117 męczenników wietnamskich.